# Piers Gill
Der Piers Gill ist ein Fluss im Lake District, Cumbria, England. Er entsteht am Nordhang des Scafell Pike und fließt in nördlicher Richtung an der Ostflanke des Lingmell. Bei seinem Zusammenfluss mit dem Spouthead Gill bildet er den Lingmell Beck.